# Завод «Кризо»
АО «Завод „Кризо“» — российская компания по производству судового электрооборудования, расположенная в городе Гатчина Ленинградской области (адрес — ул. Железнодорожная, д. 43). Завод выпускает системы автоматической пожарной защиты и сигнализации, приборы управления средствами радиосвязи, импульсные регуляторы частоты и мощности дизельных и газо-паротурбинных генераторов, системы компенсации электромагнитного поля, корабельные источники питания для военных и гражданских судов.

## История
В 1883 году в Санкт-Петербурге была создана слесарно-механическая мастерская, которая в 1890 году была преобразована в «Завод по выделке электрических машин» Г. М. Пека. Завод был расположен на Петроградской стороне, по адресу ул. Церковная, 17а, и выпускал электрооборудование для строившихся военных кораблей «Император Павел I», «Бородино», «Адмирал Макаров», «Аврора» и других.
В феврале 1922 года завод вошёл в состав «Экспериментальной мастерской научных изобретений» (ЭКСМАНИ), которой руководил Владимир Бекаури. По его предложению завод назвали «Красный изобретатель» (сокращённо — «Кризо»). В 1946 году на заводе было создано Опытно-конструкторское бюро (ОКБ завода «Кризо»).
В 1963 году оно было преобразовано в Центральное конструкторское бюро (ЦКБ) «Меридиан», а завод был в 1964 году переведён в Гатчину, в новые производственные корпуса. В них было организовано производство радиоэлектронных комплексов для флота. В 1976 году завод вошёл в состав НПО «Меридиан».
В 1994 году завод стал акционерным обществом и вышел из состава НПО «Меридиан».
На заводе был создан собственный научно-технический центр, занимающийся модернизацию выпускаемой продукции и разработкой новой техники. У завода есть лицензия с бессрочным сроком действия на осуществление разработки, производства, техобслуживания и реализации вооружения и военной техники.
Завод Присутствует в «Перечене стратегических организаций, обеспечивающих реализацию единой государственной политики в отраслях экономики», утвержденном распоряжением Правительства РФ от 20 августа 2009 г. № 1226-р.

## Продукция
Продукция завода применяется на надводных и подводных кораблях ВМФ России, а также на кораблях вспомогательного флота.
Среди выпускаемой продукции завода — системы сигнализации обнаружения пожары, антикоррозионные системы, защищающие от электрокоррозии части корабля, системы, компенсирующие магнитные поля и размагничивающие корпуса кораблей и др. Ведется сотрудничество с ЦНИИ им. акад. А. Н. Крылова. На заводе внедрена система менеджмента качества продукции, сертифицированная в соответствии со стандартами ИСО 9001-2008. Имеется лицензия от ФСБ России на осуществление работ, связанных с использованием сведений, составляющих государственную тайну
В июле 2021 года сообщалось, что завод «Кризо» занят разработкой нового глиссирующего автомобиля-амфибии. Данный автомобиль по замыслу разработчиков может использовать морская пехота, и а его производство должно стать простым благодаря использованию готовых компонентов.

## Санкции
12 июня 2024 года, на фоне российского вторжения на Украину, завод попал в блокирующий санкционный список США против сектора оборонной промышленности, так как он «производит электротехническое оборудование для ВМФ России, включая изделия, устанавливаемые на надводные корабли и подводные лодки».